# علي وردي خان
علي وردي خان (1671-9 أبريل 1756) تولى حكم نواب البنغال من سنة 1740 إلى سنة 1756، وذلك بعد إطاحته بالأسرة الناصرية وهزيمة أخر حكامها سرفراز خان سنة 1740.
طوال سني حكمه واجه علي وردي خان غارات إمبراطورية ماراثا المتكررة بقيادة راغوجي الأول، والتي تُوَّجَت بتسليم مقاطعة أوديشا في تسوية سلمية سنة 1751. كما واجه ثورات انفصالية في بهار وحركة تمرد قادها حفيده سراج الدولة، جميع القلائل الداخلية هذه كان علي وردي خان قادرًا على التعامل معها وتنحية خطرها. أمضى علي وردي خان السنوات الأخيرة من عهده في إعادة بناء البنغال، ورعاية الفنون والآداب، كما حافظ على موقف محايد سياسيًا مع القوى الأوروبية في شبه القارة الهندية ومنع نشوب أي اقتتال داخلي بينها في مقاطعاته، توفي علي وردي خان سنة 1756 وخلفه حفيده سراج الدولة.

## نشأته
هو ميرزا محمد علي بن ميرزا محمد مدني، ولد في إحدى مدن الدكن سنة 1676 لعائلة عربية الأصل.  والده ميرزا محمد مدني كان أخًا من الرضاعة للإمبراطور المغولي أورنكزيب؛ بدأ ميرزا محمد حياته نديمًا للأمير المغولي عزام شاه بن أورنكزيب. كانت والدة محمد علي مسلمة ديكانية تنحدر من قبيلة أفشار التركمانية الخراسانية، ومن جهتها كانت تجمعه صلة قرابة بشجاع الدين محمد خان نواب البنغال خلال الفترة 1727-1739، المعروف باسم ميرزا ديكاني. 
مثل والدهما، وجد علي وردي خان وأخوه الأكبر ميرزا أحمد الحُظْوَة عند الأمير المغولي عزام شاه، كُلّف علي بالإشراف على إسطبلات الأفيال، بالإضافة إلى إشرافه على قسم  تطريز الأقمشة الملكية، لكن بعد وفاة عزام شاه سنة 1707 تبدلت الأحوال وسقطت الأسرة في براثن الفقر، فهاجروا إلى كوتاك في مقاطعة أوديشا تحت حكم قريبهم شجاع الدين محمد خان، بعد العمل مع شجاع الدين سرعان ما أثبت محمد علي وميرزا أحمد أنهما خير معين لحكومة شجاع الدين، وساعداه لاحقًا ليصبح نواب البنغال.

## الصعود إلى السلطة

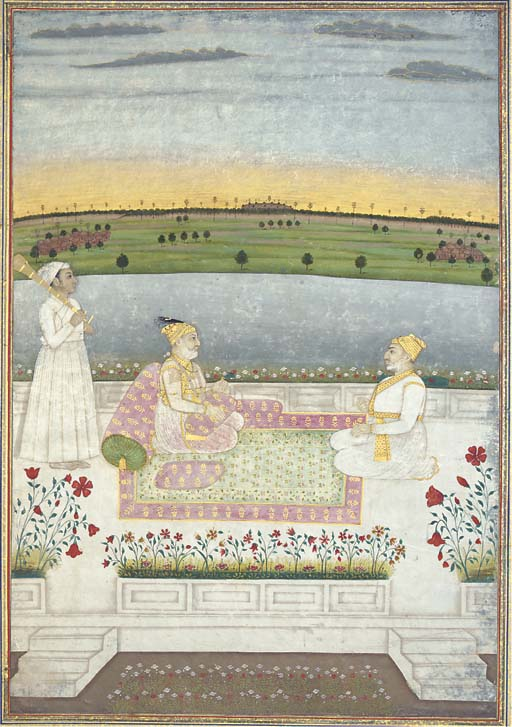
علي وردي خان مع حاشيته في مرشد أباد، 1745

في 1728 رَقَّى نواب البنغال شجاع الدين، محمد علي إلى فوجدار في مدينة راج محل وأضفى عليه عليه لقب خان، ثم في 1733 عيّنه صوبه دار لمقاطعة بهار، وبعد ذلك بعام أطلق عليه عدة ألقاب منها شجاع الملك، وحسام الدولة، ورقّاه إلى رتبة عسكرية جديدة وهي باشهزاري منصبدار وأعاده إلى مدينة عظيم آباد عاصمة مقاطعة بهار.
ومع كل هذه المناصب إلا أن علي وردي خان كان يطمح لما هو أكبر، فبعد وفاة شجاع الدين بسنة وفي 10 أبريل 1740 ثار علي ضد نواب البنغال سرفراز خان بن شجاع الدين وتمكن من هزيمته وقتله في معركة جيريا بالقرب من مدينة مرشد آباد، بهذا الانتصار سيطر علي وردي خان على البنغال وبهار، ثم في 3 مارس 1741 سيطر على أوديشا بعد أن هزم رستم جانغ، نائب حاكم أوديشا وأحد أقارب سرفراز خان، هزم علي وردي خان تمرد في أوديشا بقيادة ميرزا باقر خان وغزا أوديشا للمرة الثانية، وأخضع سادات البارا بصعوبة بالغة ونصب الشيخ معصوم محافظًا عليهم.

## عهده

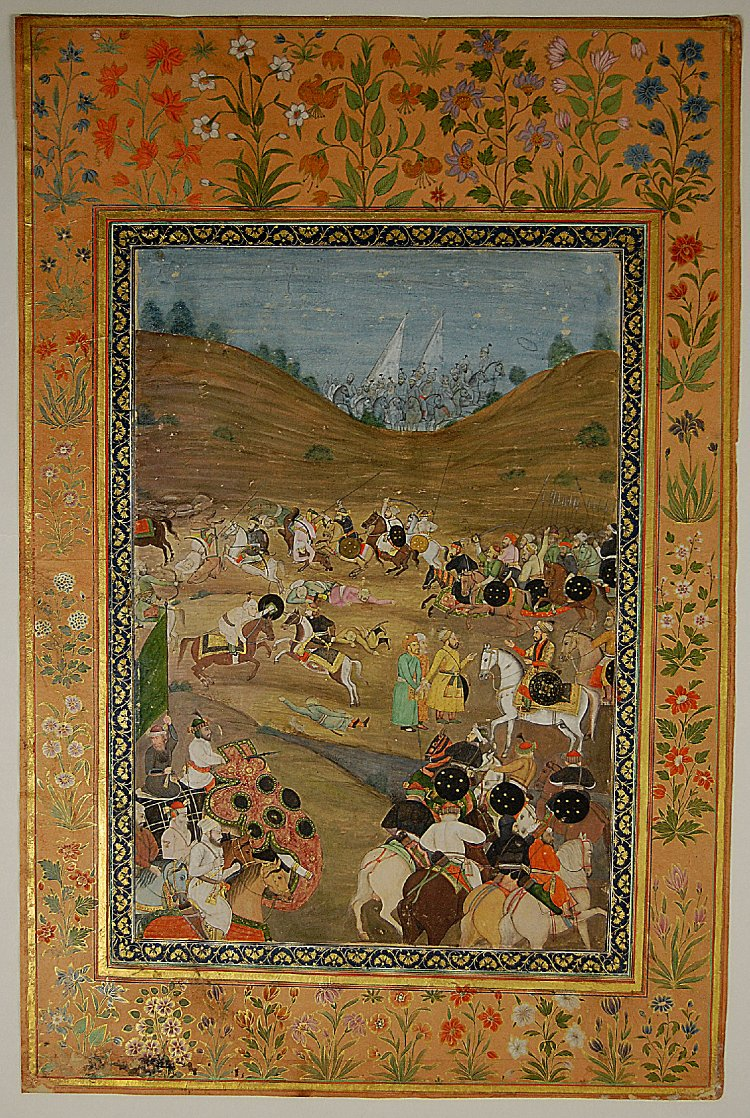
علي وردي خان يأسر أعداءه في إحدى المعارك

بعد سيطرة علي وردي خان على زمام السلطة بالقوة نال الشرعية من الإمبراطور المغولي ناصر الدين محمد شاه وأقره حاكمًا على البنغال، حرص علي وردي خان على اختيار قادته العسكريين من مناطق مختلفة مثل باتنا ودكا وأوديشا.
منذ 1742، غزت إمبراطورية ماراثا البنغال مرارًا ونهبت ودمرت أراضيه، وكرد فعل دفاعي ضد هذه الغزوات حفر علي وردي خان على وجه السرعة خندق طويل، يسمى خندق ماراثا يحيط بمدينة كلكتا لحمايتها، كان علي وردي خان تكتيكيًا بارعا في استخدام سلاح المدفعية. في عام 1747، تجددت غارات الماراثا بقيادة راغوجي الأول على مقاطعات علي وردي خان، في أثناء غزو المارثا لأوديشا سحب الصوبه دار مير جعفر حامية المدينة من وجه الغزو الماراثي، وانتظر وصول علي وردي خان بجيش المغول، ألحقت القوات المغولية بجيش ماراثا وقائده راغوجي هزيمة ساحقة في معركة بوردوان، وطُرد راغوجي وقواته بالكامل من أراضي نواب البنغال، بعد المعركة طرد علي وردي خان مير جعفر لتخاذله. 
اجتاحت جيوش الماراثا أوديشا في 1751، وهزمت جيوش علي وردي خان، في النهاية سلّم الإمبراطور المغولي أحمد شاه بهادر أوديشا لإمبراطورية المارثا، واستمرت غزوات المارثا حتى سويت معاهدة سلام بين أحمد شاه بهادر، وعلي وردي خان، وراغوجي الأول عام 1751.
في عام 1750، واجه علي وردي خان تمردًا يقوده حفيده سراج الدولة، الذي استولى على باتنا، لكن سراج سرعان ما أعلن استسلامه فعفى عنه جده، كما قمع علي وردي خان تمردًا قام به بعض الأفغان الطامحين للاستقلال بحكم بهار وفصلها عن إدارته، وطرد شعب البنجارا الذين كانوا يثيرون القلاقل والاضطرابات عبر غزوهم لبهار، فهجّرهم نحو تيراي. 
وفقًا لبعض المؤرخين، كان علي وردي خان طوال فترة حكمه الممتدة لـ16 عامًا، قد قضى أغلبها في الصراعات والحروب ضد إمبراطورية الماراثا، وفي نهاية عهده صب جل اهتمامه على إعادة إعمار البنغال.

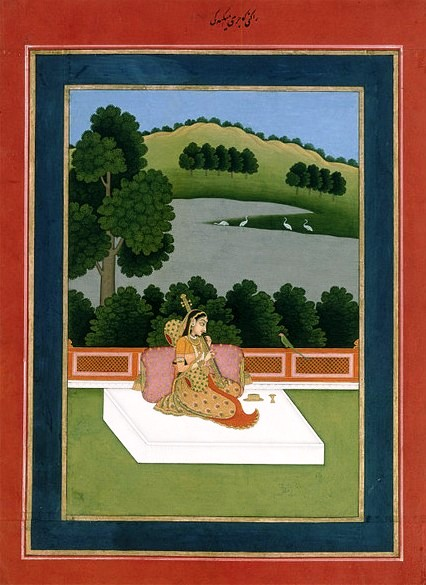
شابة تعزف على آلة الفينا للدراء، رمز حبيبها الغائب. لوحة على الطراز المغولي-البنغالي.

كما حرص على إبقاء نواب البنغال خارج حرب الخلافة النمساوية عبر وعيه السياسي الذي انتهج الحياد، على عكس جنوب الهند الذي طالته نيران تلك الحرب، وتبنى سياسة الحياد تجاه القوى الأوروبية في شبه القارة الهندية، وحظر على البريطانيين والفرنسيين والهولنديين القيام بأي أعمال عدائية ضد بعضهم البعض ضمن المقاطعات الخاضعة لسيادته.

## رعايته للفنون والآداب

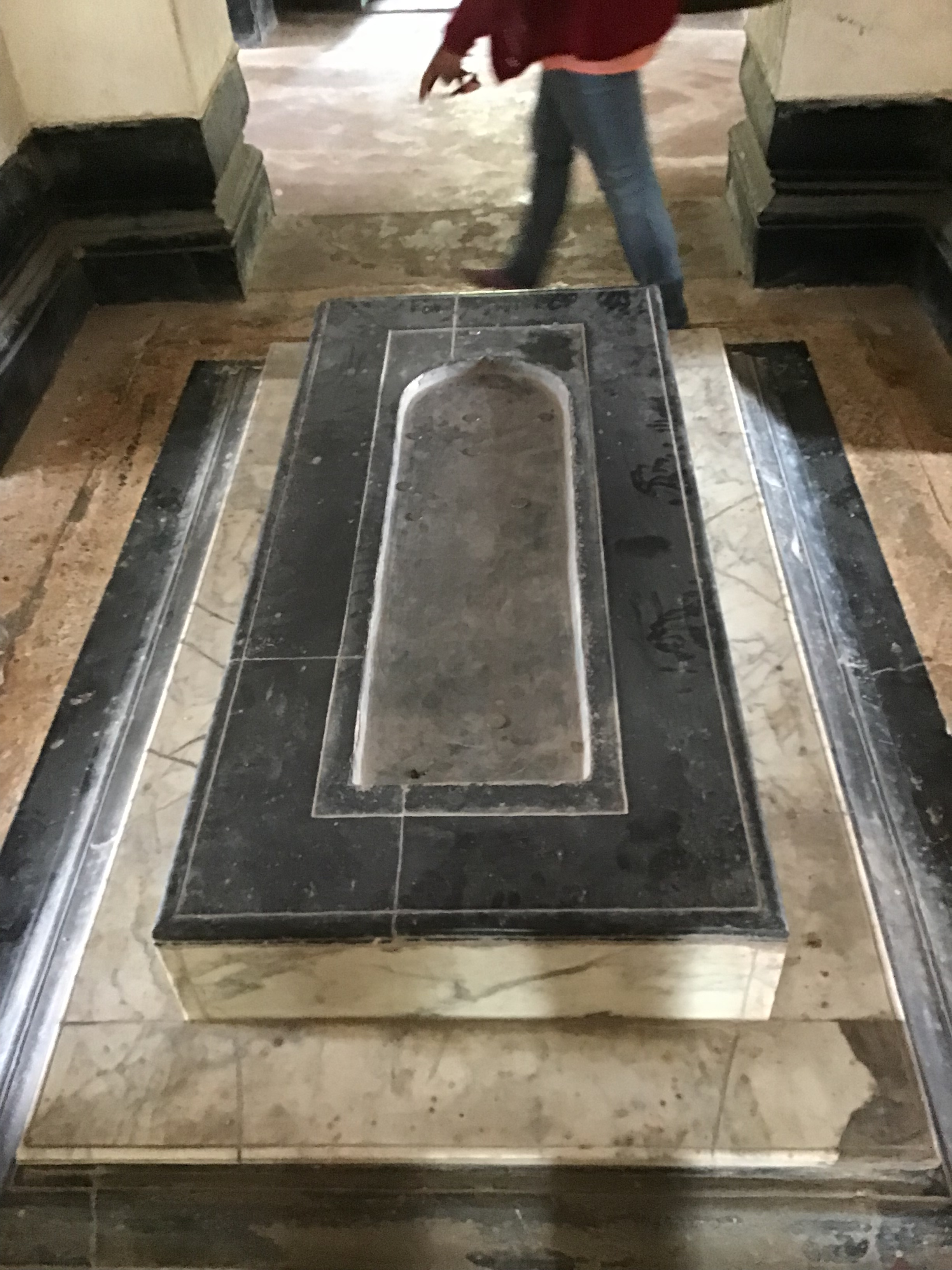
قبر علي وردي خان في خوشباغ، مرشد آباد

كان علي وردي خان خان راعيًا للعديد من الآلات الموسيقية مثل فينا وطبول خول، وحوت مكتبته العديد من مخطوطات الشاهنامه.

## وفاته
توفي علي وردي خان متأثرًا بالاستسقاء في الساعة 5 صباحًا يوم 9 أبريل 1756  عن عمر يناهز 80 عامًا ودُفن في خوشباغ، مرشد آباد بجوار قبر والدته، خلفه ابن ابنته سراج الدولة، الذي كان يبلغ من العمر 23 عامًا في ذلك الوقت.